# Партизански отряд „Георги Бенковски“ (Видин)
Партизанският отряд „Георги Бенковски“ е подразделение на Дванадесета Врачанска въстаническа оперативна зона на т. нар. Народоосвободителна въстаническа армия (НОВА) по време на комунистическото партизанско движение в България (1941 – 1944). Действа в региона на Видин.
Първата комунистическа партизанска група във Видинско се сформира през септември 1941 г. През март 1942 г. тя прераства в Макрешка партизанска чета. Извършва наказателни и диверсионни акции..
След нейното разрастване през април 1943 г. е създаден отряд „Георги Бенковски“. Командир на отряда е Живко Пуев, а политкомисар – Иван Зурлов.
Извършва нападение на село Княз Александрово (днес гр. Димово), с. Рабиша и с. Урбабинци (днес Тошевци). През юни 1943 г. част от отряда се прехвърля в Пиротско (Югославия) и съвместно с Пиротския партизански отряд на ЮНОА завзема с. Топли дол и с. Църни връх.
На 1 юли 1943 г., след завръщането си от Югославия, група партизани от отряда водят тежък бой с жандармерийско подразделение при с. Стакевци. Загиналият командир Живко Пуев е заменен от Витко Иванов (Бако).
На 15 – 17 януари 1944 г. отрядът е блокиран от многократно превъзхождащи го по брой и въоръжение войскови и полицейски части между с. Бойница и с. Синаговци. В местността Липака край с. Ивановци се е намирало скривалището на отряда. В боевете в местността Вълчешки дол край с. Вълчек падат 17 жертви. Сред тях е и заместник-командирът на отряда Тошо Младенов (баща на политика Петър Младенов). След възстановяване и прегрупиране провежда бой с полицейско подразделение при с. Макреш и наказателна акция в с. Граничак.
На 20 август 1944 г. напада караулните помещения на погребите на Белоградчишкия гарнизон. Снабдява се с много оръжие. В навечерието на Деветосептемврийския преврат числеността на отряда е под сто души.
На 8 и 9 септември 1944 г. установява властта на ОФ в с. Чупрене и градовете Белоградчик, Видин и Кула.
На 11 септември германска разузнавателна рота с един танк преминава през Кула и стига до село Войница без да срещне съпротива, опитвайки се да установи какво е присъствието на съветски войски в района, след което се оттегля на сръбска територия, водейки ариергардни престрелки с български войници, доброволци и партизани от отряда. В по-късната мемоарна и пропагандна литература случаят е представян като важна военна операция срещу „големи немски сили“.
На 16 срещу 17 септември в местността Вълчешки дол, мястото на поражението им няколко месеца преди това, партизани от отряда и други комунистически активисти избиват, някои от тях след жестоки мъчения, 298 души отвлечени от Видин и повечето села във Видинско и Кулско.
През следващите години групи бивши партизани от отряда в селата Макреш и Урбабинци се прочуват с постоянните побоища над техни съселяни и други беззакония, извършвани от тях. Те смятат, че участието им в партизанското движение ги поставя над закона и дори над контрола на партийната организация. С това те предизвикват острите критики на околийското партийно ръководство, което ги определя като „хулигани и разбойници, владеейки дивите фашистки методи на разправа, без да имат на това право“. По-късно един от тези бивши партизани, Нино Зурлов (брат на политкомисаря на отряда Иван Зурлов), е застрелян от свой съселянин в „битова свада“.